# Cathédrale de Huelva
La cathédrale de Huelva ou cathédrale Notre-Dame-de-la-Miséricorde (en espagnol : catedral de Nuestra Señora de la Merced) est le principal édifice catholique de la ville de Huelva, dans la communauté autonome d'Andalousie en Espagne. Elle est le siège du diocèse de Huelva depuis 1954.

## Histoire
Le couvent de la Miséricorde fut construit sur ordre d'Alonso Pérez de Guzmán, 6e duc de Medina Sidonia et seigneur de Huelva à l'époque. L'église, fondée en 1605 et actuelle cathédrale de Huelva, a servi de chapelle pour le culte dans le couvent des Mercédaires. L'église de la Merced dans son aspect actuel est le résultat du travail au cours de trois siècles qui a beaucoup altéré l'agencement primordial. Toute l'inspiration a commencé à la Renaissance et a continué en suivant les modèles du baroque, en conservant un certain aspect colonial et sans perdre son essence de couvent. L'auteur original est indéterminé et peut être identifié comme l'un des architectes suivants : Alonso de Valdevira, maître de la Contea, Fray Juan de Santa Maria ou le plus grand maître Martín Rodríguez de Castro. Sa construction a commencé en 1605 sous la direction du maître d'œuvre Pedro Gómez Utebami et les grandes œuvres ont été achevées entre 1612 et 1615.
La structure originelle n'a duré qu'un siècle, car le risque d'effondrement constaté dès 1714 et le tremblement de terre de Lisbonne de 1755 ont particulièrement endommagé le bâtiment, la chapelle de San Cayetano étant également détruite. Le tremblement de terre suivant de 1765 a gravement endommagé l'église et le couvent de la Merced, rendant à nouveau nécessaire une œuvre de restructuration et de réforme. À la fin du XVIIIe siècle, sous le projet de Pedro de Silva, le nouveau temple fut érigé dans le style baroque. Cette phase dura jusqu'au XIXe.
En 1861, le vieux couvent a été destiné à accueillir une école secondaire, puis le siège du Conseil et l'Institut technique général, et a servi comme hôpital provincial. Actuellement, c'est le siège de l'université de Huelva (es).
Le 22 août 1877, la province de Huelva a achevé la restauration de tout le bâtiment historique. Dans la dernière décennie du XIXe siècle, des ajustements sont effectués et le projet de décoration intérieure est donc achevé, en maintenant le style baroque prédominant dans l'ensemble. En 1915, face au problème du manque de cloches pour appeler aux actes liturgiques, les actuels clochers-murs à double corps d'inspiration coloniale furent construits sur les tours latérales inachevées de la façade principale.

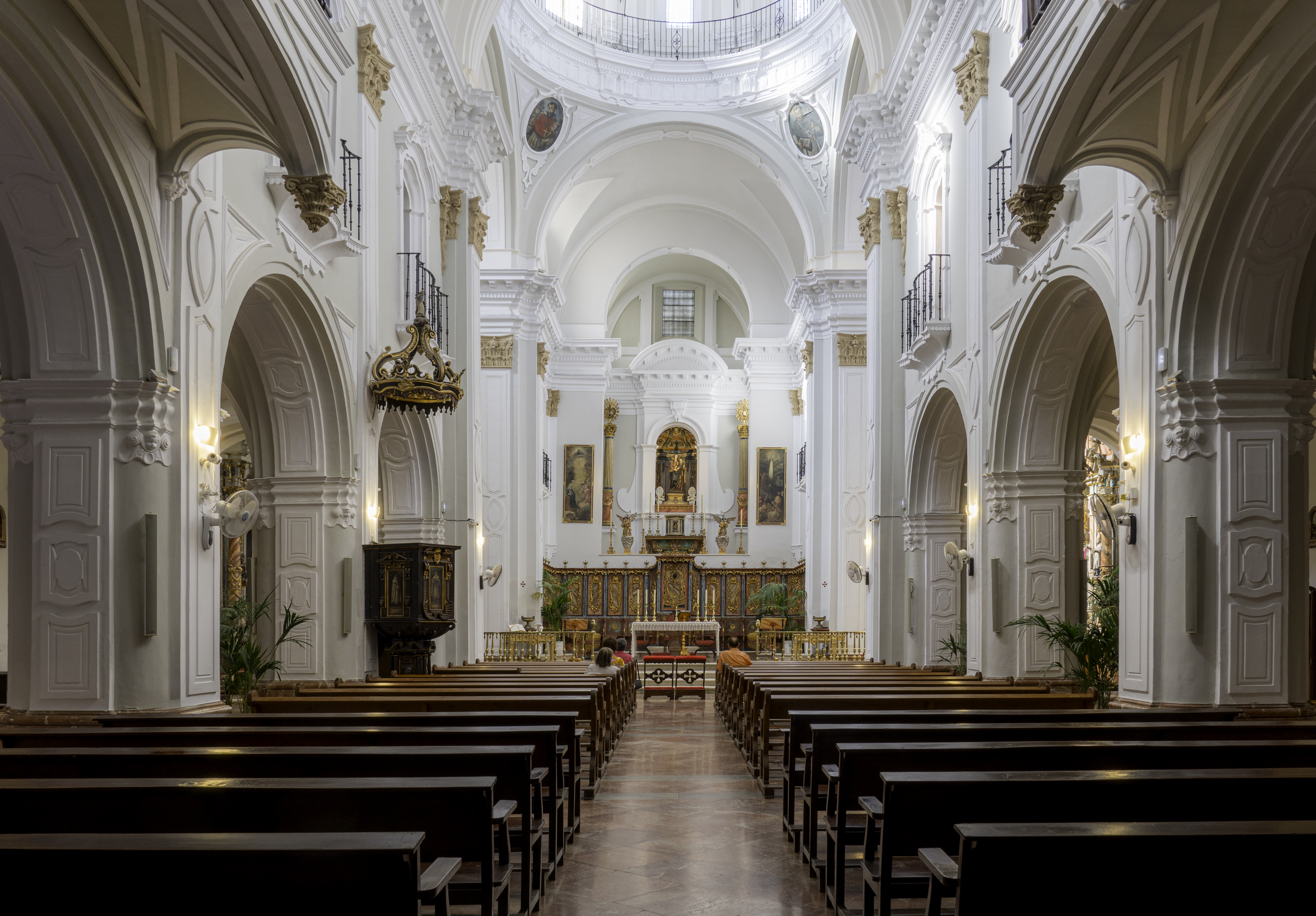
La nef centrale.

En 1953, en même temps que la création du nouveau diocèse, l'église paroissiale de la Merced a été choisie comme nouvelle cathédrale.
Le 28 février 1969, un autre tremblement de terre a frappé la région et à nouveau l'église a été fermée pour des travaux de restauration, sous la direction de l'architecte Rafael Manzano, jusqu'en 1977. Le 12 mars 1970, le décret reconnaissant la cathédrale de la Merced comme bien d'intérêt culturel a été approuvé. 

## Source
- (it) Cet article est partiellement ou en totalité issu de l’article de Wikipédia en italien intitulé « Cattedrale di Huelva » (voir la liste des auteurs).